# Dicranophragma (Dicranophragma) analosuffusum
Dicranophragma (Dicranophragma) analosuffusum is een tweevleugelige uit de familie steltmuggen (Limoniidae). De soort komt voor in het Oriëntaals gebied.